# Phyllonorycter valentina
Phyllonorycter valentina là một loài bướm đêm thuộc họ Gracillariidae. Loài này có ở vùng Viễn Đông Nga.
Ấu trùng ăn Ulmus species, bao gồm Ulmus propinqua và Ulmus macrocarpa. Chúng ăn lá nơi chúng làm tổ.